# Електронна система закупівель
Електронна система закупівель — закупівля та продаж товарів, робіт та послуг через Інтернет, а також інші інформаційні та мережеві системи, такі як електронний обмін даними та планування корпоративних ресурсів.
Електронні закупівлі складаються з електронної обробки замовлень, електронного інформування, електронних торгів, електронних аукціонів, управління постачальниками, управління каталогами, інтеграції замовлення на придбання, електронного замовлення, повідомлення про доставку, електронного виставлення рахунків, електронних платежів та управління контрактами.

Управління замовленнями — це робочий процес підготовки тендерних пропозицій. Ця частина не є обов'язковою, оскільки окремі менеджери відділів закупівель виставляють рахунки напряму. При закупівлях робіт адміністративне погодження та технічна санкція отримуються в електронному форматі. При закупівлі товарів діяльність з обробки замовлення здійснюється в Інтернеті.
Електронні закупівлі забезпечують централізовану координацію планування, складання бюджету та моніторингу процесу закупівель. Це дозволяє звільнити відділ закупівель від поточних завдань і зосередитись на стратегічному виборі постачальників та моніторингу співпраці.

Електронна база даних дозволяє контролювати асортимент та портфель постачальників. Це покращує планування та співпрацю з постачальниками.